# Celaya Club Deportivo
El Celaya Club Deportivo és un club de futbol mexicà de la ciutat de Celaya, Guanajuato.

## Història
El club va ser fundat el 7 de febrer de 1954 com a Celaya Fútbol Club. Aquest club jugà a la primera divisió mexicana entre 1958 i 1961 i desaparegué el 1970. Als anys 70 dos clubs de la ciutat juguen a segona divisió, el Tecnológico de Celaya i el Club Celaya. Als any 90 juguen a segona el Linces Celaya i el Club Celaya, fins que el 1994 el primer club de la ciutat esdevé l'Atlético Celaya. L'any 2003 l'Atlético Celaya desapareix i en el seu lloc sorgeix l'actual club, a partir del Reboceros de La Piedad.

## Evolució de l'uniforme
| 2009 | 2010 |

## Palmarès
- Segunda División de México: 
  - 1957-58, Apertura 2010

- Tercera División de México: 
  - 1973-74, 1990-91